# پرگرسو لیکس (تگزاس)
پرگرسو لیکس، تگزاس(به انگلیسی: Progreso Lakes, Texas) شهری در ایالت تگزاس از ایالات جنوبی ایالات متحده آمریکا است. در سرشماری سال ۲۰۰۰، جمعیت این شهر ۲۳۴ نفر اعلام شد.